# Campeonato Europeo Sub-18 1966
El Campeonato Europeo Sub-18 1966 se llevó a cabo en Yugoslavia del 21 al 29 de mayo y contó con la participación de 16 selecciones juveniles de Europa provenientes de una fase eliminatoria.
Fue la primera edición en la que hubo dos campeones, ya que Italia y Unión Soviética empataron en la final.

## Eliminatoria
| Equipo 1        | Agr.    | Equipo 2 | Ida | Vuelta |
| --------------- | ------- | -------- | --- | ------ |
| Hungría         | 2–0     | Austria  | 1–0 | 1–0    |
| Países Bajos    | 5–3     | Bélgica  | 4–2 | 1–1    |
| Unión Soviética | (M) 1–1 | Rumania  | 1–0 | 0–1    |
| Checoslovaquia  | 2–1     | Polonia  | 1–0 | 1–1    |

## Participantes
| - Bulgaria - Checoslovaquia - Alemania Democrática - Inglaterra | - Francia - Alemania Federal - Hungría - Italia | - Países Bajos - Portugal - Escocia - Unión Soviética | - España - Suiza - Turquía - Yugoslavia (anfitrión) |

## Fase de grupos

### Grupo A
| País             | J | G | E | P | GF | GC | GD | Pts |
| ---------------- | - | - | - | - | -- | -- | -- | --- |
| España           | 3 | 2 | 1 | 0 | 6  | 3  | +3 | 5   |
| Escocia          | 3 | 1 | 2 | 0 | 4  | 3  | +1 | 4   |
| Alemania Federal | 3 | 1 | 0 | 2 | 3  | 5  | –2 | 2   |
| Países Bajos     | 3 | 0 | 1 | 2 | 4  | 6  | –2 | 1   |

| 21 mayo | España           | 1–1 | Escocia          |
|         | Países Bajos     | 1–2 | Alemania Federal |
| 23 mayo | España           | 2–1 | Países Bajos     |
|         | Escocia          | 1–0 | Alemania Federal |
| 25 mayo | Alemania Federal | 1-3 | España           |
|         | Escocia          | 2–2 | Países Bajos     |

### Grupo B
| País                 | J | G | E | P | GF | GC | GD | Pts |
| -------------------- | - | - | - | - | -- | -- | -- | --- |
| Yugoslavia           | 3 | 3 | 0 | 0 | 6  | 2  | +4 | 6   |
| Bulgaria             | 3 | 1 | 1 | 1 | 3  | 3  | 0  | 3   |
| Portugal             | 3 | 1 | 0 | 2 | 3  | 4  | –1 | 2   |
| Alemania Democrática | 3 | 0 | 1 | 2 | 2  | 5  | –3 | 1   |

| 21 mayo | Alemania Democrática | 1–1 | Bulgaria             |
|         | Portugal             | 1-2 | Yugoslavia           |
| 23 mayo | Bulgaria             | 2–0 | Portugal             |
|         | Yugoslavia           | 2–1 | Alemania Democrática |
| 25 mayo | Alemania Democrática | 0-2 | Portugal             |
|         | Yugoslavia           | 2–0 | Bulgaria             |

### Grupo C
| País           | J | G | E | P | GF | GC | GD | Pts |
| -------------- | - | - | - | - | -- | -- | -- | --- |
| Italia         | 3 | 1 | 2 | 0 | 5  | 3  | +2 | 4   |
| Checoslovaquia | 3 | 2 | 0 | 1 | 7  | 6  | +1 | 4   |
| Francia        | 3 | 1 | 1 | 1 | 4  | 5  | –1 | 3   |
| Inglaterra     | 3 | 0 | 1 | 2 | 4  | 6  | –2 | 1   |

| 21 mayo | Checoslovaquia | 3–2 | Inglaterra     |
|         | Francia        | 1–1 | Italia         |
| 23 mayo | Inglaterra     | 1-2 | Francia        |
|         | Italia         | 3–1 | Checoslovaquia |
| 25 mayo | Checoslovaquia | 3–1 | Francia        |
|         | Italia         | 1–1 | Inglaterra     |

### Grupo D
| País            | J | G | E | P | GF | GC | GD | Pts |
| --------------- | - | - | - | - | -- | -- | -- | --- |
| Unión Soviética | 3 | 2 | 1 | 0 | 6  | 2  | +4 | 5   |
| Hungría         | 3 | 1 | 2 | 0 | 5  | 3  | +2 | 4   |
| Turquía         | 3 | 0 | 2 | 1 | 3  | 5  | –2 | 2   |
| Suiza           | 3 | 0 | 1 | 2 | 2  | 6  | –4 | 1   |

| 21 mayo | Suiza           | 1-3 | Hungría         |
|         | Unión Soviética | 3–1 | Turquía         |
| 23 mayo | Hungría         | 2–2 | Turquía         |
|         | Unión Soviética | 3–1 | Suiza           |
| 25 mayo | Hungría         | 0–0 | Unión Soviética |
|         | Turquía         | 0–0 | Suiza           |

## Fase final
|  | Semifinales          | Semifinales          |   |                      | Final                | Final |  |
|  |                      |                      |   |                      |                      |       |  |
|  |                      |                      |   |                      |                      |       |  |
|  | Belgrado, 27 de mayo |                      |   |                      |                      |       |  |
|  | Yugoslavia           | 0                    |   |                      |                      |       |  |
|  | Unión Soviética      | 1                    |   |                      |                      |       |  |
|  |                      |                      |   |                      |                      |       |  |
|  |                      |                      |   |                      | Belgrado, 29 de mayo |       |  |
|  |                      |                      |   |                      | Unión Soviética      | 1     |  |
|  |                      | Italia               | 1 |                      |                      |       |  |
|  |                      |                      |   |                      |                      |       |  |
|  |                      |                      |   |                      |                      |       |  |
|  |                      |                      |   |                      | Tercer lugar         |       |  |
|  | Belgrado, 27 de mayo | Belgrado, 27 de mayo |   | Belgrado, 29 de mayo | Belgrado, 29 de mayo |       |  |
|  | España               | 0                    |   | Yugoslavia           | 2                    |       |  |
|  | Italia               | 1                    |   |                      | España               | 0     |  |

## Campeón
| Eurocopa Sub-18 1966 | Eurocopa Sub-18 1966          |
| -------------------- | ----------------------------- |
| Bandera de Italia    | Bandera de la Unión Soviética |
| Italia 2º Título     | Unión Soviética 1º Título     |